# هیچ‌کس این را نمی‌خواهد
هیچ‌کس این را نمی‌خواهد (انگلیسی: Nobody Wants This) یک مجموعهٔ تلویزیونی کمدی رمانتیک آمریکایی است که در سال ۲۰۲۴ منتشر شد و دربارهٔ رابطه باور نکردنی یک زن بی‌پرده‌گو و ندانم‌گرا و یک ربی نامتعارف است.

## گزیدهٔ بازیگران

### اصلی
- کریستن بل[۱]
- آدام برودی[۵]
- جاستین لوپ
- تیموتی سیمونز

### دوره‌ای[۶]
- استفانی فاراسی
- توا فلدشو
- پل بن-ویکتور
- جکی تون
- استیون توبولوسکی

### میهمان
- مایکل هیچکاک[۷]
- دارسی کاردن[۸]
- رایان هانسن
- لسلی گروسمان[۸]